# Медведєво (Калінінградська область)
Медведєво (рос. Медведево) — селище Зеленоградського району, Калінінградської області Росії. Входить до складу Красноторовського сільського поселення.
Населення — 0 осіб (2015 рік).

## Населення
| 2002 | 2010 |
| ---- | ---- |
| 5    | ↘0   |